# 베를린 반제역
베를린 반제역(Bahnhof Berlin-Wannsee)은 베를린 슈테글리츠첼렌도르프구 반제에 있는 철도역이다. 일대의 교통 결절점 기능을 수행하고 있다. 반제선과 베를린-블랑켄하임선이 통과하며, 역 근처에는 하펠강과 AVUS가 있다.
역 북쪽으로는 그루네발트 및 첼렌도르프 방면으로 노선이 분기하며, 남쪽으로는 포츠담 및 데사우 방면으로 노선이 분기한다.
2016년 기준 일일 이용객은 약 38,000명이다. 1993년에 건축유산으로 지정되었다.

## 인접 철도역

### 장거리 열차
베를린 반제역은 베를린 남서부의 거점 철도역으로 기능한다. 2006년 5월 베를린 중앙역 개통 이후 주간 인터시티 열차는 하루에 왕복 1편성만 정차한다(콧부스/노르트다이히 몰레 방면). 이외에는 취리히 중앙역 방면 야간열차가 정차한다.
DB 페른페어케어에서는 역 동쪽에 있는 카레일 터미널을 운영했다. 마지막으로 운행한 DB Autozug 카레일 열차는 뮌헨 방면이었다. 2014년 4월 26일 마지막 운행을 끝으로 카레일 운행이 중단되었고, 대체 서비스로 자동차 수송 트레일러를 제공했으나 이마저도 중단되었다.
| ICE                                     | ICE                    | ICE                              |
| --------------------------------------- | ---------------------- | -------------------------------- |
| 베를린 동물원역 베를린 동역 방면        | ICE 10                 | 포츠담 중앙역 쾰른 중앙역 방면   |
| 나이트젯                                |                        |                                  |
| 브란덴부르크 중앙역 취리히 중앙역 방면  | NJ 470/471             | 베를린 중앙역 베를린 동역 방면   |
| 인터시티                                |                        |                                  |
| 포츠담 중앙역 엠덴 아우센하펜 방면      | IC 2431/2432           | 베를린 중앙역 콧부스 중앙역 방면 |
| HBX                                     |                        |                                  |
| 포츠담 중앙역 탈레 중앙역/고슬라어 방면 | 하르츠베를린엑스프레스 | 베를린 중앙역 동역 방면          |

### 지역간 열차 및 S반
베를린 버스와 환승 가능하다. 역에 인접한 페리 승강장에서는 슈판다우구 알트클라도로 가는 베를린교통공사 소속 F10 페리가 운행한다.
| RE·RB                                               | RE·RB | RE·RB                                               |
| --------------------------------------------------- | ----- | --------------------------------------------------- |
| 포츠담 중앙역 마그데부르크 중앙역 방면              | RE 1  | 샤를로텐부르크 프랑크푸르트 (오데르) 중앙역 방면    |
| 포츠담 메디엔슈타트 바벨스베르크 데사우 중앙역 방면 | RE 7  | 샤를로텐부르크 젠프텐베르크 방면                    |
| 포츠담 그리브니츠제 포츠담 골름 방면                | RB 23 | 샤를로텐부르크 BER 공항 방면                        |
| 시·종착역                                           | RB 37 | 포츠담 메디엔슈타트 바벨스베르크 벨리츠 슈타트 방면 |
| 베를린 S반                                          |       |                                                     |
| 니콜라스제 오라니엔부르크 방면                      | S1    | 시·종착역                                           |
| 그리브니츠제 포츠담 중앙역 방면                     | S7    | 니콜라스제 아렌스펠데 방면                          |